# Gwawinapterus
Gwawinapterus beardi é uma espécie de peixe ictiodectiforme saurodontídeo do período Cretáceo Superior da Colúmbia Britânica, Canadá. Embora inicialmente descrito como um membro sobrevivente muito tardio da família Istiodactylidae dos pterossauros, exames adicionais lançaram dúvidas sobre a identificação da espécime como um pterossauro, e pesquisas publicadas em 2012 identificaram os restos mortais como tendo vindo de um peixe saurodontídeo.

## Descrição
Gwawinapterus beardi é conhecido por um único espécime fóssil, consistindo apenas da metade frontal de um crânio (mandíbulas superiores e inferiores). A ponta do focinho é arredondada e profunda com uma altura de cerca de 9,5 centímetros. A ponta é de cerca de 6,5 centímetros da borda frontal da maior abertura do crânio, ou fenestra. Abaixo desta abertura, a mandíbula superior tem cerca de 21 milímetros (0,83 em) de altura. A mandíbula foi originalmente sugerida para ser uma fusão sem sutura da pré-maxila e maxila de um réptil. Cada mandíbula superior contém pelo menos 26 dentes, onze ou doze deles abaixo da fenestra; a frente da linha dentária não foi preservada e o fóssil é quebrado no final. Os dentes estão bem embalados. As coroas dentárias são pequenas, 4 milímetros (0,16 cm) de altura e 2,75 milímetros (0,108 cm) de largura, achatadas e triangulares com bordas ligeiramente curvas. As bordas não são serrilhadas, mas arredondadas. Os dentes são muito retos, não mostrando curvatura nem para trás ou para o meio. As raízes dentárias mais estreitas são relativamente longas, cerca de 10 a 12 milímetros (0,39 a 0,47 in), para um comprimento total de dente de cerca de 14 milímetros (0,55 a 0).
Os descritores identificaram duas características derivadas únicas (autapomorphies): um número de mais de 25 dentes na mandíbula superior e uma raiz de dente mais do que o dobro do tempo que a coroa.

## Descoberta e identificação
Em maio de 2005, a paleontóloga amadora Sharon Hubbard encontrou uma rocha com ossos e dentes visíveis na superfície em uma praia perto de Collishaw Point em Hornby Island, Colúmbia Britânica, Canadá. Acompanhando-a estava Graham Beard, presidente da Sociedade do Museu de Paleontologia da Ilha vancouver em Qualicum Beach, que adicionou o fóssil à sua coleção. Beard chamou a atenção do paleontólogo Philip J. Currie. Ele, por sua vez, obteve a ajuda da colega Victoria M. Arbour, que identificou o espécime como um pterossauro novo para a ciência.[carece de fontes?]
Em 2011, Arbour e Philip J. Currie descreveram o espécime como o tipo de espécie de Gwawinapterus beardi. O nome genérico é derivado de Gwa'wina, que significa "corvo" em Kwak'wala, a língua do Kwakwaka'wakw, em referência à semelhança do crânio com as cabeças de corvo estilizadas das máscaras de hamatsa daquela tribo, e um pteron grego latinizado, "asa". O nome específico homenageia Beard.
A rocha foi serrada em dois para melhor estudo e suas metades, com números de inventário VIPM 1513a e VIPM 1513b, representam o holótipo. Provavelmente se originou em camadas marinhas da Formação Northumberland que datam do final da etapa campaniana, de cerca de setenta milhões de anos atrás.
A rocha, um nódulo calcita, tem um comprimento de cerca de 20 centímetros (7,9 in). Ele contém o focinho do espécime, inicialmente identificado como o primeiro material do crânio pterossauro encontrado no Canadá. Parte da superfície do osso é visível; em parte, foi preservado como uma seção transversal ou como uma marca. As coroas dentárias em erupção desapareceram, mas as órbitas dentárias ainda estão presentes e devido à quebra das raízes dentárias e aos dentes de substituição são visíveis.
Gwawinapterus foi atribuído ao Istiodactylidae, usando o método de anatomia comparativa. Em comparação com o crânio do istiodactylid Istiodactylus sinensis, a envergadura de Gwawinapterus foi estimada em três metros. Os autores observaram que, como um pterossauro, seria o mais jovem espécime istiodactylid conhecido por quarenta milhões de anos e o único pterossauro dentado conhecido do Cretáceo Tardio. Isso implicaria que a variação do pterossauro tinha diminuído menos do que se presumia anteriormente durante o período Cretáceo.
No entanto, pesquisas subsequentes lançaram dúvidas sobre a identificação do espécime como um pterossauro. Em um estudo de 2012 sobre crânios istiodactylid, Mark Witton observou que o crânio de Gwawinapterus mostrou um padrão altamente incomum de substituição dentária, com novos dentes de substituição crescendo diretamente sobre dentes mais velhos. Este aspecto de sua biologia é desconhecido em qualquer pterossauro. Witton afirmou que esta "distinção fundamental questiona a natureza pterossauriana de Gwawinapterus, e pode indicar que os istiodactylids permanecem um grupo exclusivamente conhecido do Cretáceo Inferior." Um reexame mais aprofundado do espécime, publicado em 2012, sugeriu que o espécime não era de fato um pterossauro, mas veio de uma espécie de peixe saurodontid.